# عبدالمؤمن جابو
عبدالمومن جابو (انگلیسی: Abdelmoumene Djabou؛ زاده ۳۱ ژانویهٔ ۱۹۸۷) یک بازیکن فوتبال است.